# Volfrám-hexafluorid
A volfrám-hexafluorid szervetlen vegyület, képlete WF6. Mérgező, korrozív, színtelen gáz, mintegy 13 kg/m3 sűrűségű gáz (mintegy 11-szer sűrűbb a levegőnél). Az egyik legsűrűbb gáz standard körülmények közt. A WF6-ot gyakran használják a félvezetőiparban volfrámfilmek létrehozásához gőzdepozícióval. Ez a réteg alacsony ellenállású fémes összekötő elemként működik. Egyike a 17 ismert biner hexafluoridnak.

## Tulajdonságok
A WF6-molekula oktaéderes, szimmetriacsoportja Oh. A W–F kötés hossza 183,2 pm. 2,3–17 °C közt a volfrám-hexafluorid halványsárga folyadékká alakul, 15 °C-on 3,44 g/cm3 sűrűséggel. 2,3 °C-on fehér, szilárd anyaggá fagy, köbös kristályszerkezettel, rácsállandója 628 pm, sűrűsége 3,99 g/cm3. −9 °C-on ortorombos szilárd anyaggá válik, {\displaystyle a=960{,}3\ {\text{pm}},b=871{,}3\ {\text{pm}},c=504{,}4\ {\text{pm}}} rácsállandókkal és 4,56 g/cm3 sűrűséggel. Ekkor a W–F kötés hossza 181 pm, az átlagos legközelebbi molekuláris érintkezések távolsága 312 pm. Bár a WF6 az egyik legsűrűbb gáz, a radonnál (9,73 g/l) is sűrűbb, szilárd és folyékony állapotban sűrűsége közepes. Gőznyomását −70 és 17 °C közt az alábbi egyenlet írja le:
{\displaystyle {\text{lg}}P=4{,}55569-{\frac {1021{,}208}{T+208{,}45}}},
ahol P a gőznyomás barban, T a hőmérséklet °C-ban.

## Előállítása
A volfrám-hexafluoridot gyakran fluor és volfrámpor reakciójával állítják elő 350 és 400 °C közt:
{\displaystyle {\ce {W+3 F2 ->WF6}}}
Ezt desztillációval leválasztják egy gyakori szennyezőanyagról, a WOF4-ról. A közvetlen fluorozás egy változatában a fém hevített kamrába kerül 8,3-13,8 kPa nyomás alatt, állandó WF6-árammal kis mennyiségű fluor mellett.
A fluort a fenti módszerben helyettesítheti ClF, ClF3 vagy BrF3. A volfrám-hexafluorid előállítható továbbá volfrám-trioxid (WO3) hidrogén-fluoriddal, BrF3-dal vagy SF4-dal való reakciójával. Ezenkívül volfrám-hexaklorid átalakításával is kapható volfrám-hexafluorid:
{\displaystyle {\ce {WCl6 + 6 HF -> WF6 + 6 HCl}}}, vagy
{\displaystyle {\ce {WCl6 + 2 AsF3 -> WF6 + 2 AsCl3}}}, vagy
{\displaystyle {\ce {WCl6 + 3 SbF5 -> WF6 + 3 SbF3Cl2}}}.

## Reakciók
Vízzel érintkezve a volfrám-hexafluorid hidrogén-fluoridot és volfrám-oxifluoridokat ad, végül volfrám-trioxidot eredményezve:
{\displaystyle {\ce {WF6 + 3 H2O ->WO3 + 6 HF}}}
Néhány más fém-fluoriddal szemben a WF6 nem jó fluorozószer vagy erős oxidálószer. A sárga WF4-ra redukálható.
A WF6 számos 1:1 és 1:2 adduktumot képez Lewis-bázisokkal, például ilyenek a WF6S(CH3)2, a WF6(S(CH3)2)2, a WF6P(CH3)3 és a WF6(py)2.

## Használata a félvezetőiparban
A volfrám-fluoridokat főképp a félvezetőiparban használják, ahol kémiai gőzdepozícióval való volfrámozásra használják. Az ipar növekedése az 1980-as és 1990-es években növelte a WF6-fogyasztást, mely évente 200 tonna körül van. A volfrám a nagy hő- és kémiai stabilitása, valamint az alacsony ellenállása (5.6 μΩ·cm) és elektromigrációja miatt használatos. A WF6-ot a hasonló vegyületeknél, például a WCl6-nál és a WBr6-nál gyakrabban használják magasabb gőznyomása miatt, mely jobb depozíciót ad. 1967-től két utat használnak, ezek a hőbontás és a hidrogénes redukció. A szükséges gáztisztaság nagyon magas, alkalmazástól függően 99,98%-tól 99,9995%-ig terjed.
A WF6 elbontandó a folyamatban, ezt hidrogénnel, szilánnal, germánnal, diboránnal, foszfinnal és hasonló hidrogéntartalmú gázokkal könnyítik.

### Szilícium
A WF6 szilíciumszubsztráttal érintkezve reagál. Bomlása szilíciumon hőmérsékletfüggő:
400 °C alatt: {\displaystyle {\ce {2 WF6 + 3 Si ->2 W + 3 SiF4}}}
400 °C felett: {\displaystyle {\ce {WF6 + 3 Si ->W + 3 SiF2}}}
E hőmérsékletfüggés fontos, mivel magasabb hőmérsékleten kétszer annyi szilícium fogy. A reakció csak tiszta szilíciumon történik meg, szilícium-oxidokon vagy -nitrideken nem, így a reakció erősen érzékeny a szennyezésre vagy előkezelésre. A bomlás gyors, de 10-15 mikrométeres volfrámrétegnél telítődik. Ennek oka, hogy a volfrámréteg leállítja a WF6-diffúziót a Si-szubsztrátra, mely a bomlást segítő egyetlen anyag.
Oxigéntartalmú környezetben történő bomláskor volfrám helyett volfrám-oxid réteg jön létre.

### Hidrogén
Az átalakulás 300-800 °C közt megy végbe, hidrogén-fluorid keletkezésével:
{\displaystyle {\ce {WF6 + 3 H2 ->W + 6 HF}}}
A létrejövő volfrámrétegek kristályszerkezete irányítható a WF6/H2 arány és a szubsztrát hőmérsékletének változtatásával: alacsony arányok, illetve hőmérsékletek (100) elrendezésű volfrámkristályokat, magasabb arányok vagy hőmérsékletek (111) elrendezést okoznak. A HF keletkezése egy hátrány, ugyanis a HF igen agresszív, és sok anyaggal reagál. Továbbá a keletkező volfrám kevéssé kapcsolódik a szilícium-dioxidhoz, a félvezető-elektronika fő passzivációs anyagához. Így a SiO2 további pufferréteggel vonandó be a reakció előtt. Azonban a HF hasznos lehet a nem kívánt szennyeződések eltávolítására.

### Szilán és germán
A volfrámozás fontos jellemzői WF6/SiH4 rendszerben a nagy sebesség, a jó kapcsolódás és a rétegsimaság. Azonban robbanásveszélyes és a depozíciós sebesség és a morfológia a folyamat paramétereitől, például a keverési aránytól, a szubsztráthőmérséklettől stb. függ. Így a szilánt gyakran vékony nukleációs rétegekre használják, ezután hidrogénre cserélik, lassítva a depozíciót és tisztítva a réteget.
A WF6/GeH4 keverék depozíciója hasonlít a WF6/SiH4 keverékéhez, de a volfrámréteg akár 10-15% germániummal is szennyeződhet. Ez növeli az ellenállását 5-ről 200 μΩ·cm-re.

## További alkalmazások
A WF6 volfrám-karbid-előállításra használható.
Mivel nehéz gáz, a WF6 gázreakció-irányító pufferként használható. Például lassítja az Ar/O2/H2 láng reakciósebességét és hőmérsékletét.

## Biztonság
A volfrám-hexafluorid rendkívül korrozív, bármely szövetet képes támadni. Mivel nedvességgel reagálva hidrogén-fluoridot hoz létre, a WF6-tároló edényekhez Teflon tárolókat használnak.

## Fordítás
Ez a szócikk részben vagy egészben  a   Tungsten hexafluoride című angol Wikipédia-szócikk fordításán alapul.  Az eredeti cikk szerkesztőit annak laptörténete sorolja fel. Ez a jelzés csupán a megfogalmazás eredetét és a szerzői jogokat jelzi, nem szolgál a cikkben szereplő információk forrásmegjelöléseként.